# Famille de Chambes
 (août 2023).
Si vous disposez d'ouvrages ou d'articles de référence ou si vous connaissez des sites web de qualité traitant du thème abordé ici, merci de compléter l'article en donnant les références utiles à sa vérifiabilité et en les liant à la section « Notes et références ».
La famille de Chambes alias de Jambes est une des plus anciennes familles originaire de l'Angoumois, le musée d'Angoulême possède une pierre tombale du XIIIe siècle, située jadis au-dehors de l'abside de Vilhonneur, représentant Pierre de Chambes.
La terre de Chambes est située paroisse de Laplaud (Roumazières-Loubert, actuellement), en Angoumois.
Cette maison d'ancienne chevalerie est divisée en plusieurs branches, dont la plus illustre, celle des comtes de Montsoreau en Anjou, a tenu un rang considérable aux XVe et XVIe siècles, et a possédé de grands fiefs en Poitou, par héritage de la branche des Chabot. Une autre branche habitait Boisbaudran à Mauzé-Thouarsais au XVIe siècle.

## Armes

Armes de la Famille de Chambes

Les armes de la Famille de Chambes sont d'azur, semé de fleurs-de-lis d'argent, au lion du même, armé, lampassé et couronné de gueules, brochant sur le tout.

## Généalogie

### Branche de Chambes
```
Pierre de Chambes (+ 
1051
), 
seigneur de 
Chambes

│
└── David de Chambes, chevalier
    │
    └── Guillaume de Chambes
        x Pétronille de Vitré
        │
        ├── Landry, chevalier
        │
        └── Guilloto de Chambes, 
seigneur de 
Vilhonneur

           x 
M
lle
 de La Rivière
           │
           └── Pierre de Chambes (+ 
1256
), 
seigneur de 
Vilhonneur

               x Agnès de Chambes, sa parente
               │
               └── Geoffroy de Chambes, 
seigneur de 
Vilhonneur

                   x Lorette de 
Vivonne

                   │
                   └── Pierre de Chambes, 
seigneur de 
Vilhonneur
 il se maria en 1314 avec
                       x Marie de Rohan
                       │
                       └── Jean de Chambes (+ 
19 décembre 1356
 à 
la bataille de Poitiers
),
                           x Jacquette de Craon
                           │
                           └── Acliot de Chambes (1351-1406) 
seigneur de 
Vilhonneur

                               x 1395 Marie ou Marguerite d'Estouteville
                               │
                               └── Bernard de Chambes (+ 
24 janvier 1435
), 
seigneur de

                                   
Vilhonneur

                                   x Sibylle de 
Montenay

                                   │
                                   ├── Jean qui fera la branche de 
Montsoreau

                                   │
                                   ├── Guillard qui fera la branche de 
Vilhonneur

                                   │
                                   └── Catherine qui épousera Bernon Geoffroy,
                                       seigneur des Bouchauds
```

### Branche de Montsoreau
Le chevalier Jean II de Chambes épousa le 17 mars 1445 Jeanne Chabot, fille de Thibaud, chevalier, seigneur et baron de la Grève, Montsoreau, Argenton, et de Brunissende d'Argenton.
À la mort de Thibaud, son fils Louis II Chabot, seigneur de la Grève, lui céda la baronnie de Montsoreau. Conseiller successif de Charles VII et de Louis XI c'est lui qui construit le Château de Montsoreau dans le lit de la Loire en en faisant une demeure d'agrément.
```
Jean II de Chambes
 (
1410
), 
seigneur de 
Vilhonneur
 et baron de 
Montsoreau

x Jeanne Chabot
│
├── Jean III de Chambes, (1445-av1519) 
baron de 
Montsoreau

│   x Marie de Châteaubriant
│   │
│   ├── Philippe de Chambes, (1500-av1574) 
baron de 
Montsoreau

│   │   x Anne de Laval, fille de Gilles baron de Loué
│   │   │
│   │   ├── 
Jean IV de Chambes
, (1530-1575) 
comte de 
Montsoreau

│   │   │
│   │   ├── 
Charles de Chambes
, (
28 novembre 1549
-
16 juin 1621
 
comte de 
Montsoreau

│   │   │   x 
Françoise de Maridor

│   │   │   │
│   │   │   ├── 
René de Chambes
, 
comte de 
Montsoreau
 (+ 1649)
│   │   │   │   x Marie de Fortia le 
23 juillet 1617

│   │   │   │   │
│   │   │   │   ├── Françoise de Chambes, (
29 septembre 1618
-ap 1654)
│   │   │   │   │
│   │   │   │   ├── Bernard de Chambes, 
comte de 
Montsoreau
 (
13 mai 1622
-
16 mai 1669
)
│   │   │   │   │   x Geneviève Boivin le 
10 janvier 1644

│   │   │   │   │   │
│   │   │   │   │   ├── Marie Geneviève de Chambes, (+ 
25 novembre 1715
) qui épousa le 20
│   │   │   │   │   │   septembre 1664 Louis-François du Bouchet, 
marquis de Sourches
.
│   │   │   │   │   │
│   │   │   │   │   ├── Marie Madeleine de Chambes, (1643-
15 mai 1720
) qui épousa le
│   │   │   │   │   │   
16 octobre 1677
, Louis Dauvet des Marets, 
comte d'Eguilly
 en Picardie
│   │   │   │   │   │
│   │   │   │   │   └── Marie de Chambes-Montsoreau, (+ 
8 juin 1660
 à Brain sur Allones)
│   │   │   │   │
│   │   │   │   └── Charles de Chambes, (
25 mai 1623
-1623)
│   │   │   │
│   │   │   ├── Charles de Chambes, (22 sep 
1594
)
│   │   │   │   x Marguerite Marchant
│   │   │   │   │
│   │   │   │   ├── Marie de Chambes (6 jan 
1629
)
│   │   │   │   │
│   │   │   │   ├── Françoise et Françoise (8 jan 
1630
)
│   │   │   │   │
│   │   │   │   ├── Urbain de Chambes d'Avoir, 
marquis d'Avoir et du Plessis-Rataud

│   │   │   │   │
│   │   │   │   ├── Dorothée de Chambes d'Avoir, (
19 décembre 1634
)
│   │   │   │   │
│   │   │   │   ├── Elisabeth de Chambes, 
Dame d'Avoir
, qui épousa le 10 nov
│   │   │   │   │   
1659
 Pierre 
de La Ville de Férolles

│   │   │   │   │
│   │   │   │   └── Marguerite de Chambes d'Avoir, (21 sep 
1633
) qui épousa le 
1
er

│   │   │   │       février 
1666
 Hector de Gennes
│   │   │   │
│   │   │   ├── Marguerite de Chambes, (
4 novembre 1610
-av 1634) qui épousa Louis de La Barre
│   │   │   │
│   │   │   ├── Françoise de Chambes-Montsoreau, qui épousa Charles Le Royer
│   │   │   │
│   │   │   └── Suzanne de Chambes-Montsoreau
│   │   │
│   │   ├── une fille, none à 
Fontevrault

│   │   │
│   │   └── Cyprienne de Chambes, 
demoiselle de 
Catherine de Médicis
 (+1583)
│   │
│   ├── Hippolyte de Chambes, qui épousa en 
1526
 Jacques d'Amboise
│   │
│   └── Louise de Chambes, qui épousa en 
1529
 Jean de 
Malestroit

│
├── Hélène de Chambes, qui épousa le 
27 janvier 1473
[
1
]
 
Philippe de Commynes

│   │
│   └── Jeanne de Commynes, qui épousa en 1504 René de Brosse de Bretagne
│
├── Colette alias Nicole de Chambes, (1447 - 
14 décembre 1471
)
│   x1 
5 mai 1465
[
2
]
 
Louis d'Amboise
, 
Vicomte de Thouars

│   x2  maîtresse de 
Charles de France

│   │
│   │2)
│   ├── Jeanne de Valois, religieuse (+ 1553)
│   │
│   └── Anne de Valois dite de Guyenne, épousa en 1470 François de Volvire
│
├── Marie de Chambes, qui épousa le 
23 février 1483
 Jean comte d'Astarac
│
└── Jeanne de Chambes, qui épousa le 
17 juin 1493
 Jean de Polignac
```

### Branche deVilhonneur
```
Guillard de Chambes, 
seigneur de 
Vilhonneur
 (+ ap 1459), fils de Bernard de Chambes et de Sibylle de Montenay
│
├── Pierre IV de Chambes, 
Seigneur de 
Vilhonneur
 (+ av 1518)
│   │
│   └── Antoine de Chambes, 
seigneur de 
Vilhonneur

│       x Brunissende de Gain, fille de Gabriel, 
seigneur d'
Oradour-sur-Glane

│       │
│       ├── Mathieu de Chambes, 
seigneur de 
Vilhonneur
 et de 
La Couronne

│       │   x Louise Farinard le 
12 février 1563

│       │   │
│       │   └── Pierre de Chambes, 
seigneur de La Couronne à 
Marthon

│       │       x Françoise de Perry
│       │       │
│       │       ├── François de Chambes, 
seigneur de 
la Couronne
.
│       │       │   Il fut inhumé dans l'église de 
Marthon
 le 
8 novembre 1661
.
│       │       │   x Marguerite de La Badie (+ 
4 janvier 1694
)
│       │       │   │
│       │       │   └── Marie de Chambes, 
dame de la Couronne
 qui épousa Jean-Pierre
│       │       │       Chaigneau, 
sieur de Marillac
. Unique héritière de la famille,
│       │       │       elle transmet à son fils Charles Chaigneau le fief de la Couronne
│       │       │
│       │       └── Louise de Chambes, 
demoiselle de Saint-Sauveur

│       │
│       ├── Jacques de Chambes, qui fera la branche de 
Lunesse

│       │   x Anne des Planches (+ 1581)
│       │
│       ├── Pierre de Chambes, 
sieur de 
Vilhonneur
, du Plainbost à Fougères
 (+ av1597)
│       │   x Catherine Tizon d'Argence vers 1570
│       │
│       └── Louise de Chambes, qui épousa le 
21 mars 1553
, Hubert de La Rochefoucauld, 
seigneur

│           et baron de Marthon

│
├── Pierre de Chambes, qui fera la branche de 
Fougères

│   x Jeanne de Renouard le 
3 janvier 1526

│   │
│   ├── François de Chambes, 
seigneur de 
Fougères

│   │
│   └── Jean de Chambes, qui fera la branche de 
Boisbaudran

│
└── Marguerite de Chambes, qui épousa Louis de La Faye, 
seigneur de Nanclars
```

### Branche de Boisbaudran
```
Jean de Chambes, 
seigneur de 
Boisbaudran
, fils cadet de Pierre, seigneur de

Fouquebrune
, et de Jeanne Renouard
x Guyonne de Vernou, fille de Joachim, 
seigneur de Chausseraye
 vers 1540
│
└── Pierre de Chambes, 
seigneur de 
Boisbaudran
 et de 
Noirterre

    x Anne de La Béraudière, fille de Gabriel, 
seigneur d'Azay
 vers 1570
    │
    ├── Alexis de Chambes, 
seigneur de 
Boisbaudran

    │   │
    │   └── Gabriel de Chambes, chevalier, 
seigneur de Boisbaudran
, maintenu noble par
    │       Barentin en 
1667
, à 
Mauzé-Thouarsais
.
    │
    ├── Gabriel de Chambes, reçu 
chevalier de Malte
 au grand-prieuré d'Aquitaine en 1597-1599
    │
    └── Joseph de Chambes, 
chevalier de Malte
 le 
11 février 1642
.
```